# Ocotea meziana
Ocotea meziana är en lagerväxtart som beskrevs av C. K. Allen. Ocotea meziana ingår i släktet Ocotea och familjen lagerväxter. Inga underarter finns listade i Catalogue of Life.